# Alcibiade secondo
L'Alcibiade secondo o minore (in greco Ἀλκιβιάδης δεύτερος) è un dialogo platonico, la cui autenticità viene generalmente negata dagli studiosi moderni e da parte dei grammatici antichi (alcuni dei quali lo attribuivano a Senofonte). Contiene una lunga discussione tra Socrate e Alcibiade sul tema della preghiera, e su quali cose è lecito chiedere agli dèi - tema che peraltro è già affrontato nell’Alcibiade primo.

## Paternità dell'opera
Benché compreso nel corpus delle opere di Platone, già nell'antichità si era dubitato della sua autenticità tanto che qualcuno, come ci informa Ateneo, l'aveva attribuito a Senofonte. A far propendere verso questa tesi è lo stesso stile del dialogo, troppo simile all’Alcibiade primo, sia nella struttura (incipit ex abrupto, stessi personaggi, stesso spunto da cui inizia la discussione, stessi anacronismi) sia nei temi affrontati (la preghiera e gli dèi). D'altra parte, la consonanza con quanto affermato da Platone in altri dialoghi induce gli studiosi a ipotizzare che l'autore non abbia voluto distaccarsi dall'opera del filosofo (di cui doveva essere un fine conoscitore), ma piuttosto abbia voluto dimostrare che il tema della preghiera, già affrontato nell’Alcibiade primo, fosse degno di essere trattato in un dialogo autonomo. Proprio alla luce di queste considerazioni, la maggior parte degli studiosi ha ipotizzato che l’Alcibiade secondo sia opera di un allievo dell'Accademia platonica, attivo alla fine del IV secolo a.C.

## Contenuto
Socrate incontra Alcibiade che va a pregare, e trovandolo pensieroso gli domanda se non stia meditando su cosa sia meglio domandare alle divinità (138a-c). L'argomento, però, richiede di analizzare dapprima la differenza tra saggezza e stoltezza, giungendo alla conclusione che la stoltezza è suddivisa in quantità differenti tra gli uomini, e quelli che ne hanno parte maggiore sono i pazzi. Quindi Socrate cita il caso di Edipo, che aveva pregato affinché i figli si dividessero l'eredità con la spada: mosso dall'ira, il re di Tebe aveva chiesto agli dèi il male, ma, avvisa Socrate, ci sono molti individui che invocano il male pensando che esso sia invece bene (141a). In realtà, continua il filosofo, «non offre garanzie di sicurezza né l'accettare doni tanto per accettarli né pregare per ottenerli» (141d): Archelao I di Macedonia fu assassinato da un amante che voleva prenderne il posto e che regnò solo pochi giorni, anch'egli ucciso da una congiura, e così anche tra gli strateghi, molti vivono in esilio. Lo stesso Alcibiade, d'altra parte, risponde che se un dio dovesse proporgli il potere su tutta la Grecia a scapito però della sua vita, egli rifiuterebbe. Tuttavia, è raro trovare persone che declinino simili doni: da ciò Socrate conclude che a torto gli uomini incolpano gli dèi di essere causa dei mali, poiché in realtà sono loro stessi, con le loro richieste folli, a procurarseli (142e).
Se ne deduce che chi ha molte conoscenze (polymathía), ma ignora il meglio, finirà per danneggiare se stesso (144d). Un esempio di ciò sono gli oratori e i politici, che danno consigli e sono competenti in alcuni campi, ma non conoscendo il bene sono spesso causa di dolori. Per questo motivo, uno Stato o un'anima che vogliano vivere in modo retto devono fondarsi sulla Scienza del Bene, così come un malato si rivolge alla medicina. Alcibiade però sembra confuso da tutti questi discorsi, e afferma che è necessaria molta prudenza, per evitare di chiedere, senza volerlo, dei mali pensando che siano dei beni (148a-b). A questo punto Socrate narra una storia ascoltata dagli anziani, relativa a una battaglia tra Ateniesi e Spartani: sconfitti varie volte sul campo, gli Ateniesi avrebbero mandato un messo all'oracolo di Ammone per sapere il motivo di tanta benevolenza divina nei confronti del nemico, che mai si era prodigato in preghiere o sacrifici, e la risposta fu che gli dèi preferivano la sommessa devozione dei Lacedemoni alle eccessive celebrazioni degli Ateniesi (148d-149b). Le divinità non si fanno corrompere dai doni e dallo sfarzo, ma guardano piuttosto al cuore degli uomini, conoscendone la natura e i sentimenti. Alcibiade dunque, che sta per andare a pregare, deve fare molta attenzione a ciò che domanderà, per non sembrare blasfemo agli dèi: la soluzione migliore, quindi, è rimandare il sacrificio a quando avrà maggiore coscienza e la nebbia che gli vela lo sguardo sarà svanita.
Il dialogo si conclude con Alcibiade che, riconoscente nei confronti di Socrate, gli cinge il capo con la corona che avrebbe dovuto offrire in sacrificio (151a-c).